# Societat de Lingüística Aragonesa
La Societat de Lingüística Aragonesa o SLA (en aragonès: Sociedat de Lingüistica Aragonesa) és una associació que es dedica a la promoció de la llengua aragonesa i la ribagorçana a través de la investigació científica en lingüística. Es fundà el 2004.
La motivació de la creació de l'SLA és l'ambició d'un treball científic d'alta qualitat: es presenta com una alternativa al treball del Consello d'a Fabla Aragonesa (CFA) que, segons l'SLA, presentaria grans mancances de rigor.
L'SLA elabora una codificació de l'aragonès, dita grafia SLA, que és un model diferent de la grafia d'Osca promocionada pel Consello d'a Fabla Aragonesa (CFA). La grafia SLA es preocupa de la connexió de l'aragonès amb les normes de les altres llengües romàniques, especialment aquelles del català i de l'occità. És la base d'una possible estandardització futura de l'aragonès que tendria en compte un coneixement seriós de la dialectologia aragonesa i que seria una alternativa al model d'"aragonès comú" del CFA, estimat artificial per l'SLA.
L'SLA edita la revista De Lingva Aragonensi amb la voluntat de millorar i dinamitzar les publicacions científiques sobre l'aragonès i el ribagorçà.
També els lingüistes de l'SLA participen regularment a diversos col·loquis i revistes internacionals de lingüística.
El president de l'SLA és Xavier Tomás Arias. El vicepresident és José Manuel Cuartango Latorre, el secretari Gabriel Sanz Casasnovas i la tresorera María Concepción Girón Angusto.